# Aleksandra Žvirblytė
Aleksandra Žvirblytė (* 1971) ist eine litauische Pianistin und Musikpädagogin, Professorin an der Litauischen Musik- und Theaterakademie.

## Leben
1989 absolvierte Žvirblytė das Studium an der Lietuvos muzikos akademija bei Olga Šteinbergaitė. Von 1989 bis 1991 bildete sie sich weiter am Konservatorium in Moskau bei Lew Wlassenko, Michail Pletnjow, Mykola Suk und danach in Deutschland und der Schweiz bei Bernard Ringeissen, Rudolf Buchbinder und Karl-Heinz Kämmerling. 1989 und 1991 gewann beim Konstantinas-Čiurlionis-Pianistenwettbewerb in Vilnius, 1991 beim internationalen Wettbewerb der Young Keyboard Artists Association in Oberlin (USA). 1999 bekam sie Grand Prix in Paris beim internationalen Nikolai-Rubinstein-Wettbewerb.
Žvirblytė lehrt als Professorin im Klavierlehrstuhl an der Musikfakultät der Litauischen Musik- und Theaterakademie.